# Travniki csata
A travniki csata (horvátul: Bitka za Travnik) a bosnyák erők támadása volt a travniki horvát erők ellen 1993. április 5. és június 14. között, a boszniai háború idején.

## Előzmények
A háború előtt, 1991-ben Travnik városának 19 041 lakosa volt, melynek 38,72%-a bosnyák, 31,74%-a horvát, 14,71%-a jugoszláv, 11,19%-a szerb nemzetiségűnek vallotta magát. A travniki községnek összesen 70 747 lakosa volt, melynek 44,97%-a bosnyák, 36,92%-a horvát, 10,99%-a szerb, 5,29%-a jugoszláv volt. A boszniai háború kezdetekor a bosnyákok és a horvátok együtt védekeztek a nagyszerb támadók ellen ellen. A bosnyák-horvát kapcsolatokban fordulópont kezdetét az eredetileg a Szandzsákból származó bosnyák KOS JNA-káderek érkezése jelentette, mellyel együtt zajlott mindazok eltávolítása, akik a horvátokkal való együttműködés mellett álltak. A KOS (Kontraobavještajna služba) a Jugoszláv Néphadsereg (Jugoslavenska Narodna Armija – JNA) hírhedt kémelhárító szolgálata volt, amely az egykori Jugoszláv Szocialista Szövetségi Köztársaságban a JNA szerves része volt. A KOS-tagok befolyásos lobbit hoztak létre, amelyen keresztül a KOS erős befolyást gyakorolt a Bosznia-Hercegovinában élő muszlimokra. A háború előtt a bosnyák KOS tagjai megfigyelték a HDZ megalakításával kapcsolatos tevékenységeket, kiépült családi és szakmai kapcsolatokon keresztül követték a Horvát Nemzeti Gárda (ZNG) első egységeinek megalakulását, fegyverkezését, tevékenységét. Az új emberek a bosnyák fegyveres vezetésben olyan feszültségeket keltettek a horvátokkal szemben, amelyek azelőtt nem léteztek. A szerb agresszió és a szerbek által otthonaikból elűzött rendkívül nagyszámú muszlim érkezése miatt demográfiai egyensúly is felborult, ami miatt Travnikból és környékéről nagyszámú horvát menekült el. A KOS tagjai rövidesen a Bosznia-Hercegovinai hadsereg (ARBiH) és a bosnyák Hazafias Liga párthadseregének vezetőivé váltak.
A konfliktus kirobbanása előtti események megerősítik, hogy a KOS-káderek a Bosznia-Hercegovinai Hadsereg (ARBiH) parancsnoki állományának a Horvát Védelmi Tanáccsal (HVO) együttműködni akaró tagjait vették célba. Az 1992. október 23-iki Prozor melletti konfliktus után, amikor az ARBiH harcosai Dobrosin falu közelében lesből támadtak a HVO négy tagjára a rámai Konjic, Jablanica és Uskoplje csapatai voltak az ARBiH csapatainak segítségére. Az ARBiH Lapsunj, Lug, Varvara és Kovačevo Polje rámai falvakból származó tagjai azonban megtagadták Muharem Šabić parancsát a HVO megtámadására, és letették a fegyvert.
Február 25-én Sefer Halilović az 1992. február 25-én írt „Irányelvek Bosznia és Hercegovina szuverenitásának és integritásának védelméről” című dokumentumában a Hazafias Liga elsődleges céljaként anélkül, hogy megemlítette volna horvátokat „a muszlim nép védelmét”, és „Bosznia-Hercegovina integritásának és területi épségének megőrzését” határozta meg. Bár Horvátország fennmaradása még kérdéses volt, amint azt a Maslenica hadművelet után Horvátországban végrehajtott szerb ellentámadások is mutatják, nem beszélve a muszlim nemzetet fenyegető veszélyekről, az ellenséges erők közé sorolta a szerb SDS-erőket, de a szélsőséges horvát HDZ-erőket is.
1992 júniusában az ARBiH a HVO segítsége nélkül szabadította fel a szomszédos Novi Travnikban található Bratstvo fegyvergyárat. Ez újabb konfliktust okozott a HVO és az ARBiH között, mert a bosnyák-muszlim katonák úgy vélték, hogy a fegyverek egy része hozzájuk tartozik.
A horvát és bosnyák csapatok között 1992 júniusában törtek ki az első incidensek, amelyek során mindkét oldalon több katona meghalt és megsebesült. Míg az uskopljei Bušićok június 20-án Uskopljében a szerb hadsereggel háborúztak, a bosnyák csapatok ellenőrző pontokat állítottak fel, ahol megállították és zaklatták a horvátokat.
1992 augusztusában a szerb erők megpróbálták saját céljaira felhasználni a horvátok és a muszlimok közötti konfliktusokat. A közeli Vukovski poljéról ágyúkkal, illetve Siver tankjaival vette célba a környéket. Augusztus 15-én volt a boszniai szerb hadsereg (VRS) erős gospojinai offenzívája Délkelet-Hercegovinában, amely a front összeomlásával fenyegetett. 1992. szeptember 23-án a szerbek erőteljes támadást indítottak Uskoplje városa ellen, és nagy károkat okozott a város épületeiben. A szerb támadás egy ideig késleltette a bosnyák vezetés terveit: kiűzni a horvátokat, elfoglalni a Bugojno-Uskoplje-Prozor-Rama-Jablanica kommunikációs vonalat, hogy elérve Mostart délre, Neum felé haladjanak előre.
Az ARBiH vezetése már Jajca bukása előtt is offenzívákat tervezett a horvátok ellen Közép-Boszniában. A londoni konferencia Lord Carrington elnökletével 1992. augusztus 26. és 28. között tartott. A genfi konferencia, ahol Cyrus Vance és David Owen elnökölt, szeptember elején kezdődött. Ezeknek a konferenciáknak a következtetései a szerbeket katonai hadjáratra ösztönözték, a muszlimokat pedig támogatták és megerősítették Bosznia-Hercegovina, mint egy integrált szuverén állam eszméjében, a horvátokat azonban már akkor is „agresszorként tüntették fel, mint akik Bosznia-Hercegovinát fel akarják osztani és egy részét Horvátországhoz csatolni”. Ez a megközelítés megkötötte Horvátország kezét, mert nem tudott segíteni a bosznia-hercegovinai horvátokon. Bosznia-Hercegovina muszlimjai számára megteremtették az alapot a korábban a HVO ellenőrzése alatt álló területek elleni katonai támadásra.
Kevéssé ismert a nyilvánosság előtt, hogy a bosznia-hercegovinai alkotmánybíróság a törvényesen megválasztott horvát és szerb bírák kizárásával etnikailag „megtisztult” azáltal, hogy kizárólag muszlimokból állt. A bosnyákok először, minden eljárást megkerülve számukra megfelelő tagokat neveztek ki, majd leváltották a testületből a szerbeket, majd a horvátokat. 1992. szeptember 14-én (vagy körülbelül ezen a napon) a bosznia-hercegovinai alkotmánybíróság alkotmányellenesnek nyilvánította Herceg-Bosznia fegyveres erőit, azaz a HVO-t. Azon az ülésen, ahol a Herceg-Boszniáról döntöttek, a horvát bírók nem kaptak meghívót, és nem is létesült velük kapcsolatfelvétel az ülésen való részvételre. Két évvel később a Washingtoni egyezmény utáni időszakban, a horvát-bosnyák szövetség helyreállítása után, 1994. január 20-án ez a testület újra egy hasonló kijelentést tett.
1992. október 20-án megteremtődtek a horvátok elleni bosnyák támadás katonai előfeltételei, mert az egyre nagyobb számban ideérkező, katonai korú muszlim menekültek képzettek voltak a szervezett, fegyveres és offenzív hadműveletekre. Soha nem magyarázták meg, miért nem volt ilyen indítékuk, amikor otthonukat a szerbektől kellett volna megvédeni. A mudzsahedeket, az ARBiH tagjait és a fegyveres menekülteket három-négyfős csoportokban helyezték el a kulcsfontosságú falvakban. Az internált embereket muszlim házakban vagy mecsetekben rejtették el. 1992 végén az ARBiH számos dandárt telepített a közép-boszniai Lašva, Kozica és Lepenica völgyének kulcsfontosságú pontjaira.
1992 októberében és novemberében a muszlimok három nagy fegyvergyárat tartottak fenn. Szarajevó és Tuzla régiókban 70 ezer embert tartottak fegyverben. Anton Tus horvát tábornok észrevette ezt, és a televízióban kijelentette, hogy számára nem világos a bosnyákok tétlensége a nagyobb hadműveletekkel kapcsolatban, mivel a harcok minden terhe a HVO-ra hárul. Tus állításait később Stipetić tábornok is megerősítette azzal, hogy kijelentette, hogy az ARBiH Tuzlai hadteste nem reagált, bár megállapodott velük egy felszabadító hadműveletben, amelyben a HV hídfőt épített volna, és Tuzla felé indult volna tovább, miközben a bosnyákok a VRS ellen támadnak, melyhez a tuzlai oldalról kellett volna indulni, amit azonban azok soha nem kezdtek meg, ezért abbahagyta a már megkezdett műveletet. A bosnyákok tömegesen hagyták el Bosznia keleti és középső részét. Ez haragot keltett a horvátok körében, mert a védekezés teljes terhe a horvátokra hárult, míg a katonai képességekkel rendelkező bosnyák férfiak elvonultak. Emiatt egy bizonyos idő elteltével szűrőállomásokat hoztak létre, ahol csak nőket és gyerekeket engedték át, a katonakorú férfiakat pedig visszatartották.
1992. december 17-én a Boszniai Szerb Köztársaság Nemzetgyűlése nyilatkozatot fogadott el a háború befejezéséről, amelyben „azt a következtetést vonja le, hogy az egykori Bosznia-Hercegovinában a Boszniai Szerb Köztársaságért folytatott etnikai-vallási háború véget ért, a szerb nép megvédte függetlenségét és a Boszniai Szerb Köztársaság szuverén állam”. Az 1993. január 15-iki Karadžićcsal létrejött találkozó megmutatta a szerb döntés mélyebb okait. Az esemény a politika nyilvánvaló folytatása volt. Másfél évvel korábban, Horvátország és Szlovénia függetlenné válása előtt, 1991. május 17-én találkozott Bosznia-Hercegovinában a szerb és a muszlim vezetés. Alija Izetbegović azon a találkozón felajánlotta Radovan Karadžićnak Bosznia-Hercegovina felosztását. Két nappal később Karadžić tájékoztatta Slobodan Miloševićet a javaslatról.
Az ARBiH vezetés indokolatlanul agresszív politikája semmivel sem volt magyarázható. A helyszíni helyzetet figyelembe véve nem volt ok a támadásra. A horvátok muszlim menekülteket fogadtak be, így a muzulmán hadsereg könnyebben harcolt a szerbek ellen anélkül, hogy félniük kellett volna a családjuk elleni megtorlástól. Ahelyett, hogy az ARBiH erőit Donji Vakuf felé irányuló koncentrált támadásra összpontosította volna, ahol a frontvonal a Boszniai Szerb Köztársaság felé mindössze tíz kilométeres volt, egy új, több mint ötven kilométer hosszú, korábban nem létező, horvátok felé irányuló arcvonal létrehozására osztotta szét az erőit. A felesleges háború csak kifárasztotta a két egykori szövetségest, és megadta a szerbeknek a szükséges haladékot.
1993 januárjában megfogalmazták a Vance-Owen-tervet, amely konfliktusok kiváltására készült, valójában azonban az agressziót jutalmazta. A nemzetközi közösség kedvezően tekintett a közép-boszniai horvátok elleni ARBiH offenzívára. Ezt erősíti meg az UNPROFOR teljesen passzív megfigyelői szerepe is, amely teljesen távol maradt egészen addig, amíg ebben az agresszióban ARBiH veresége teljesen biztossá nem vált, és csak akkor tett lépéseket a muszlim hadsereg megmentésére, amikor annak katonai veresége már nyilvánvalóvá vált.
Közép-Boszniában a horvátoknak kedvezett a szervezés és a háborús tapasztalat, ez azonban Travnikban nem működött, mivel a városban túlzottan koncentráltan voltak jelen muszlimok, a menekültek és a Travnikba és környékére csempészett, katonai szolgálatra alkalmas személyek. A Vance-Owen-terv ezt a régiót a horvátoknak adta. Az ilyen döntés nyilvánvalóan nem tetszett azoknak, akik ravaszul a pálya szélén maradtak azzal a filozófiával, hogy ez nem az ő háborújuk, így a szerbek sok helyen, ahol ők voltak a természetes többségben, minden ellenállás nélkül elfogadták. Ahelyett, hogy a menekültként való együttélésről, a menedéket adó szövetségesek területének védelméről gondolkodtak volna, és azt tervezték volna, hogyan térjenek vissza a régiójukba, azt tervezték, hogy a térségük meg nem védése miatti kudarcot miként fogják a horvátok kárára kiküszöbölni ezeken a területeken.
1993 januárjában az ARBiH offenzívát hajtott végre Uskopljén. A bosnyák média tovább szította a hangulatot annak érdekében, hogy a Lašvan régióban és Uskopljében feszültséget hozzanak létre az új agresszor HVO-val szemben. Hamis híreket terjesztettek a horvát erők tartózkodásáról. Januárban támadást indítottak Uskoplje ellen, amihez Visoko, Ilijaš, Maglaj és Zavidović felől a szerbekkel szemben álló arcvonalról vontak be erőket. Az ún. Zöld Légió azt a feladatot kapta, hogy likvidálja a HVO-kádereket, és gyilkolja meg Ignjacot a Közép-Boszniai Operatív Zóna (OZSB) parancsnokát. Tudták, hogy a HVO elit dandárja a szerbek felőli frontvonalon áll, ami megkönnyíti az ARBiH-nak az uskopljei HVO-erők teljes legyőzését és szétverését. Hamis híreket terjesztettek katonáiknak az ARBiH ellen irányuló állítólagos HVO cselekvési tervről, ahol „az első fázis Uskoplje és Bugojno, a második pedig Novi Travnik és Travnik” volt, és ennek a térképét elküldték Genfbe.
A fegyverszünet megkötésére tett kísérletek mellett a konfliktus még jobban fellángolt. Bugojnóban és más városokban és falvakban a muszlim katonák nyíltan sáncot ástak, és a HVO rájött, hogy ez nem elszigetelt eset, hanem egy igazi háború előjátéka. Az operatív zóna főközpontja ezért január 16-án elrendelte, hogy minden egység harckészültségét a legmagasabb szintre kell emelni, beleértve a szabadság tilalmát, a magánfegyverek begyűjtését és bevetését, a HVO soraiban élő muszlimok lefegyverzését és engedetlenség esetén elszigetelését, valamint a biztonsági intézkedések megerősítését az operatív övezeten belüli egyes horvát falvakban. Az ARBiH alattomos, váratlan támadása először zűrzavart okozott a HVO soraiban, de rendezték soraikat és megtartották vagy visszaszerezték az elvesztett pozíciókat.
Az ARBiH január 19-én folytatta a horvátok Közép-Boszniából való kiűzésére vonatkozó tervét, amikor az ARBiH 3. hadtestének egyes részei Kaćun közelében, a Busovača – Kiseljak úton figyelőpontot létesítettek. Miután Uskoplje közelében nem sikerült legyőznie a horvátokat, a 3. hadtest további mozgósításával Zenicába csoportosította át erőit. Még 16 éveseket is besorozták, ami óriási számbeli előnyt jelentett a muszlim oldalon. Mivel úgy ítélték meg, hogy Makljenen és Raman keresztül biztosan nem tudják összekapcsolni az ARBiH 3. és 4. hadtestének erőit, áttértek a „B” jelű, tartalék tervre. A B terv azon terület elleni támadás volt, amelyet Közép-Boszniában a horvátok a legnehezebben tudtak megvédeni. Ez egy olyan terület, amely öt település – Busovača, Kakanj, Visoko, Kiseljak és Fojnica – találkozásánál található, ezen belül is a horvát védelem „leggyengébb láncszeme” egy stratégiai kereszteződés, amely nemcsak a fontos utak találkozása, hanem ellenőrzi és elválasztja a lašva-völgyi és a lepenica-völgyi horvát területeket. Ezáltal a HVO különálló egységei jelentősen veszítenek erejükből, valamint a központi vezetés és a fegyveres harc lebonyolításának előnyeiből.
Nyilván egy jól előkészített forgatókönyv szerint ugyanilyen meglepő módon az ARBiH egy héttel az Uskoplje elleni támadás kezdete után január 19-én ugyanerről a területről megtámadta a Busovača és Kiseljak közötti Kaćunét, és új frontot nyitott. Ezzel az Uskoplje melletti muzulmán erőkkel kötött összes megállapodás egyszerű bohózatnak bizonyult, mert itt a Novi Travnikba, Travnikba és további belső területekhez vezető minden átjárót el kellett zárniuk. A szomszédos Busovača község Gusti Grab nevű falujában ugyanezen a napon az ARBiH tagjai lemészároltak öt horvát idős személyt. A 310. Fojnica hegyidandár zászlóaljszintű erői Nihad Kamenjaš parancsnoksága alatt tartalékban voltak, és főként az Uskoplje/Jablanica/-Fojnica-Kaćuni-Zenica útvonalon biztosítottak logisztikai támogatást, valamint a Kaćuni régióban való beavatkozásra készen álltak. Az Uskoplje melletti meglepetésszerű támadást egy a Busovača – Kiseljak úton végrehajtott újabb támadás követte, amikor két enklávéban levő HVO-egységeket Kaćun közelében elvágták, azzal a céllal, hogy csökkentsék védelmi képességüket, majd végül még több területet levágva Bugojnóról és Travnikról legyőzzék őket.
A HVO és az ARBiH képviselőinek találkozóján január 21-én megállapodtak, hogy fenntartják az elért vonalakat, a másik oldal támadása esetén tüzet nyitnak, és minden mozgást tűzzel semlegesítenek. Az ARBiH nem tartotta magát a megállapodáshoz. A jelentős veszteségek ellenére az ARBiH folytatta a hadműveleteket, és néhány nap múlva, január 22-én megtámadta a Vranica-hegység túloldalán fekvő Fojnicát. A HVO közép-boszniai hadműveleti körzetének főhadiszállásán, amelynek parancsnoka Tihomir Blaškić ezredes volt, meglepődnek az események ilyen alakulásán, de elszántan védekeztek.
1993. január 22-én Božo Rajić bosznia-hercegovinai védelmi miniszter, mint később kiderült, meggondolatlanul azt mondta a horvát televíziónak, hogy a HVO egységei és a bosznia-hercegovinai hadsereg közötti összecsapások Uskoplje körül nagyrészt véget értek. A horvátok ekkor naivan bíztak a bosnyák szövetséges vezetésében. A belügyminisztérium sajtóközleményében és Mate Boban és Mila Akmadžić zágrábi sajtótájékoztatóján a Herceg-Boszniai HVO bejelentette, hogy következetesen ragaszkodni fognak ahhoz, hogy a szolgálatokat a muszlim és horvát nép tagjaiból állítsák fel. Azt mondták, hogy a boszniai államot még létre kell hozni.
Január 23-án a Horvát Védelmi Tanács vezérkara (GS HVO) mostari vezetőjének rendkívüli jelentést küldtek új információkkal az uskopljei eseményekről, amiből látható volt, hogy információjuk van arról, hogy az ARBiH szarajevói központjában már mindent elterveztek és a terveket az Igmanon és Zenicán dolgozta ki Enver Hadžihasanović, Vehbija Karić és Refik Lendo. Hangsúlyozták, hogy a titkos terv, azzal a céllal született, hogy megvádolja a horvátokat és a HVO-t Genf irányában. Alija Izetbegović a harctéren kialakult helyzet változására számítva, éppen ezért nem írta alá a Vance-Owen tervet. A GS HVO mostari vezetése és a HVO közép-boszniai vezetése figyelmeztetett a szerb erők egységeinek átcsoportosítására és tartalékosainak felkészítésére, „amelyek csak a muszlim erők támadó akciójára várnak, hogy megléphessék azt, amit elterveztek". A konfliktusok folytatódtak, a halottak száma napról napra nőtt. A fegyverszünetet aláírták, de mégsem volt béke.
A Lašva, Kozica és Lepenica völgyében, Busovača és Kiseljak közelében sem sikerült az ARBiH-nak elérnie a kitűzött célt – a horvátokat meglepetésszerű támadással legyőzni a végleges genfi politikai megállapodások előtt, és fegyverszünetet írtak alá, a mely január 26-tól kezdett érvénybe lépni, és a megállapodás egy részét elkezdték végrehajtani. Azon a napon ért véget az ARBiH első Uskoplje elleni támadása. Charles R. Shrader a „Muszlim-horvát polgárháború Közép-Boszniában" című könyvében ezt az ARBiH offenzívát egy tesztnek nevezi, amelynek célja a HVO erejének és elszántságának tesztelése volt. Az elemzése után hét évvel felbukkanó új bizonyítékok arra utalnak, hogy ez volt a háború tényleges kezdete a tegnapi szövetségesek között.
 Az Uskoplje elleni offenzíva kudarca után, a Közép-Bosznia ellenőrzésének kulcsfontosságú pontja helyett, az ARBiH csapatait más helyre csoportosította át, és megtámadta Busovačát és Kiseljakot. Másnap fegyverszünetet írt alá. A HVO által megtámadott négy faluban a januári harcok után áprilisig nem volt több összecsapás.

### A szerbek szerepe az ARBiH januári offenzívájában
1993 januárjában a szerbek folyamatosan támadtak a travniki hadszíntéren, valamint a Bugojno, Uskoplje, Novi Travnik és Novi Šeher területeken. Travnikban, Maglajban és Novi Šeherben polgári célpontokat vettek célba. Travnik legnehezebb napjai január 9-e és 21-e voltak. Érdekes a VOS HVO 158. számú, január 31-i napi hírszerzési jelentése. A jelentés azt állítja, hogy az Uskoplje községben található Batuša faluban működő ARBiH-nak két jajcai csetnikje van, akik a horvátokkal szembeni fő büntetésvégrehajtók, és tudatosan nehezítik a horvátok és a muszlimok közötti kapcsolatokat. A muszlim propaganda a mai napig kizárólag a horvátok és a szerbek háborús együttműködésével foglalkozik, a horvátokat Jajca védőinek állítólagos elárulásával vádolva. Ebből a városból azonban kihasználva a zűrzavart az ARBiH-ba a soraiban lévő KOS tagokkal együttműködve tudatosan beszivárgott számos szerb is, akik az azt követő közép-boszniai eseményekban betöltötték piszkos szerepüket.
Az uskopljei kudarc után a bosnyák vezetés az erőforrásokat a szomszédos közép-boszniai horvát régiók felé irányította. Az ARBiH offenzívája 10 napon át folyamatosan tartott. Ennek ellenére kitartó védekezéssel a busovačai horvátok nagyrészt megőrizték ősi lakhelyeiket a bosnyák agressziótól. Később kiderült, hogy az ARBiH célja Busovača elfoglalása és a visokói erőkkel való kapcsolatfelvétel, valamint a harci műveletek kiterjesztése volt Kiseljak és Kreševo felé. Ezt követően a 305. dandárnak kellett volna átvennie az irányítást Fojnica felett, míg a többi közép-boszniai horvát ellenőrzés alatti város, Vitez, Novi Travnik és Travnik e feltételezés szerint megadta volna magát. Ezt követően a felülvizsgált Vance-Owen-terv kiegészítéseként a türelmetlen Aliának új térképeket kellett volna küldeni Genfbe. A horvát védelem Uskopljében, Kiseljačán, Busovačán és másutt elért sikere ebben visszakozásra kényszerítette a bosnyák vezetést. A 3. ARBiH hadtest soraiban hatalmas veszteségeket szenvedett. A becslések odáig mennek, hogy az ARBiH a januári harcokban Uskopljétől Kiseljakig három-ötezer katonát vesztett. A háborús kudarc nyomán január végén a bosnyák vezetés parancsot adott ki a HVO-val folytatott harcok befejezésére, gyakorlatilag elvetve a Közép-Bosznia megszállásának és a horvátok kiűzésének gondolatát ezekről a területekről.
Ehhez hozzájárult Zágráb erőteljes diplomáciai offenzívája is. Bizonyos, hogy valaki határidőt adott a bosnyákoknak arra, ameddig megpróbálhatják végrehajtani a területszerző akciókat. Az egy egész hónapig tartó akció, bár benne volt a meglepetés eleme, hogy megtámadtak egy korábbi szövetségest, aki teljesen megbízott bennük megbukott. Még az sem segített, hogy a támadóknak számbeli fölényük volt, az ellenség el volt szigetelve, és logisztikai korlátai is voltak. A hatalmas veszteségekből lábadozó ARBiH már a következő lehetőségre készült. A szerb-muszlim megállapodás gyanúját az is erősítette, hogy nem támadták őket, kölcsönösen beszüntették konfliktusaikat, az ARBiH-erőket pedig kivonták a Visoč, Maglaj, Zavidovići és Ilija hadszínterekről. 1993 áprilisában szandzsáki honfitársával, Ejup Ganićtyal, a horvátok kiűzésére irányuló terv társszerzőjével együtt részt vett egy találkozón, amelyet a Zenicai vasútállomás épületében tartottak. Ganić, aki akkor a bosnyák elnökség tagja volt, Enver Hadžihasanovićtól és az ARBiH 3. hadtestétől azonnali támadást kért a HVO ellen, ami meg is történt.

## Áprilisi csetepaték
Április 8-án a muszlim erők mészárlást követtek el Maljiniben, és megölték a HVO 30 elfogott tagját és horvát civileket. Áprilisban a hónap közepén rövid összecsapások voltak a horvátok és a muszlimok között. A konfliktus helyszíne Travnik volt a Travnikban húsvétkor kitűzött horvát zászló ügye miatt. Április 16-án a HVO katonai rendőri egységeinek egy részét kiküldték Vitez megsegítésére. Lašvanska dolinában rövid távú fegyverszünetet írtak alá. Április 18-án Mate Boban és Alija Izetbegović megállapodást írt alá, amelyben a harcok befejezésére, a sebesültek megfelelő ellátására, valamint a letartóztatott és fogva tartott személyek cseréjére szólítottak fel. Április 20-án a HVO Travniki dandárjának főhadiszállása arról számolt be, hogy a muszlimok lehallgatják a kommunikációjukat. Travnik központjában tömegesen tartóztattak le muszlim egységeket, a laktanyától a város Vitez felőli bejáratáig. A muszlim erők 110 sebesült HVO-katonát dobtak ki a travnicai kórházból, ezért a HVO-nak a novabilai templomban ideiglenes kórházat kellett kialakítania. Április 24-én a mudzsahedek megszállták a szomszédos, horvátok lakta Miletiće falut, megöltek és lemészároltak öt civilt, valamint elvittek 60 civilt, főként időseket, gyerekeket és betegeket, valamint a pincékben bántalmazták a kiskorú férfiakat. Az ilyen kellemetlen események, és a szomszédos településeken folyó heves harcok ellenére a helyzet alapvetően békés maradt. Májusban a harcok abbamaradtak, csak néhány rövid és kisebb összecsapásra került sor, kevés áldozattal, mert a muszlim-bosnyák egységek pótolták a háborús veszteségeket, és új támadásokra készültek. Blaškić ezredes észrevette, hogy a MOS (muszlim erők) Közép-Boszniában, de nem a szerbek felé eső frontvonalban csoportosulnak. Zenicában az ARBiH, a MOS, a Zöld Légió és a Hazafias Liga négy dandárja, Novi Travnikban a 308. hegyidandár, Ravno Rostovban háromszáz mudzsahed, Kaćunban a 333. dandár, Vitezben a 325., magában Travnikban pedig a 17. Krajinai hegyi dandár van készenlétben.

## A támadás
A harcok kitörése előtt, hogy az HVO megfigyelői ne vegyék észre őket, a muszlim vezetés buszokkal történő beszállítással szervezte meg a katonák Travnik térségébe való eljuttatását. Amikor mégis észrevették őket, azt állították, hogy tartalékosokról van szó. A MOS muszlim falvakban vagy kis csoportokban a horvát falvakban lévő házakban rejtette el egységeit. Áprilisra létszámuk elérte a nyolc-tízezer főt. Az egységeket, melyek Mehmed Alagić parancsnoksága alá tartoztak az ARBiH 3. Hadteste Boszniai Régió Műveleti Csoportjának nevezték el, később 7. hadtest nevet kapta. Április elején a muszlimok újabb erőket vontak össze. A horvátok elleni agresszió előtt, június 5-én további nyolcszáz katonát hoztak.
A horvát erők mindvégig a szerbek felé húzódó frontvonalakon álltak, ahol a front kétharmadát birtokolták, bár erőik sokszor kisebbek voltak, mint a muszlimok erői. Az ARBiH felügyelte Travnikot, az HVO-nak pedig Travnikban volt a főhadiszállása és számos más állomáshelye. Június 6-án a 3. ARBiH hadtest parancsnoka, Enver Hadžihasanović azt mondta az UNPROFOR parancsnokának, hogy a polgárháború és a katonai akció az egyetlen megoldás. A támadás ugyanazon a napon be is következett. A HVO számszerűen kisebb létszámú volt. A házról házra zajló csatákban nem tudott sokáig ellenállni és nem volt lehetősége erősítést, segítséget vagy utánpótlást hozni. A harcok több napig tartottak. A HVO Zvijezda travniki parancsnoki állomását a muszlim MUP egységei vették körül. A többi dandár Guča Gora, Pokrajčići és hátul a szerbek elleni állásokat védő HVO-erők felé támadott. A leghevesebb támadás június 8-án történt, amikor 24 HVO katona és 68 horvát civil vesztette életét. A HVO katonáinak meg kellett adnia magát, illetve részben átnyomták őket a demarkációs vonalon a szerb oldalra. A szerb vonalakat áttörőket horvát civilek oszlopa követte. Azon a napon a muszlim erők tömeges háborús bűnöket követtek el Čuklában (21 fő) és Krpeljićiben (7 fő). Június 10-én a muszlim csapatok parancsot kaptak, hogy állítsák le előrenyomulásukat. Június 8-án a muszlimok által ellenőrzött területről húszezer horvátot űztek ki.
Június 10-én és 11-én egy horvát menekültkonvoj véletlenül összetalálkozott az úton haladó humanitárius konvojjal, melyet kirabolt. Az erről tudósító, nem objektív nyugati média többnyire a muszlimok által közreadott híreket sugározta, és az ő kormányuk álláspontját képviselte a horvátokkal szemben. Rosszindulatúan arról számoltak be, hogy ez volt a horvát bosszú Travnik elvesztéséért, tudomást sem véve arról, hogy a kifosztás spontán volt, a frusztrált horvátok dühének következménye, akiket éppen akkor száműztek otthonaikból. Miután a HVO erőit teljesen eltávolították Travnikból, a szerbekkel demarkációs vonalat alakítottak ki, majd megkezdték a horvát falvak megtisztítását. Travniktól északra 32 horvát falut tisztítottak meg a horvátoktól szisztematikusan. A támadók meggyalázták a horvát szakrális épületeket. Június 14-ig ők ellenőrizték a Zenicából a Guča Gorán keresztül Travnikba vezető utat. Nagy tragédia fenyegetett, mert muszlim csapatok rálőttek az erdő felé rohanó horvát civilekre. A kolostorban 180 civil bujkált, akiket a brit UNPROFOR-erők mentettek meg a muszlim-bosnyák kegyetlenkedésektől.
A Vlašić-hegységben található Galica környékén, ahol 1992. május 15-én a szerb erők háborús bűnt követtek el az elfogott HVO-katonák ellen, később egy olyan hely volt, ahol petrodollárért szállítottak szerb fegyvereket és lőszereket az ARBiH-nak. 1993 júniusa és az ARBiH általános támadása idején a közép-boszniai horvát területekkel szemben Galica elhallgatott, és egyetlen lövés sem dördült el itt.

## Következmények
1993. június 16-án a HVO Uskopljei Védelmi Hivatala a muszlim erők által elkövetett gyakori támadások miatt, kiáltványt adott ki a lakosságnak a Herceg-Boszniai Horvát Köztársaság térségében történő mozgósításáról. 1759 horvát fogoly ment át a 22 muzulmán-bosnyák irányítás alatt álló hadifogolytáboron, a harcokban pedig 572 HVO-katona és 114 civil halt meg. 32 horvát falu porig égett. A jogsértések elrejtése érdekében két évvel a travniki csata után Enver Hadžihasanović megtiltotta, hogy nemzetközi szervezetek és kamerákkal rendelkező újságírók belépjenek Travnik 32 leégett horvát falujába. Amellett, hogy horvát civileket öltek meg, szerb civileket is gyilkoltak. A megmaradt szerbek átadták fegyvereiket a HVO-nak, és kinyilvánították hűségüket a HVO-hoz. Az El Mujahid egység négy elfogott tagjáért megtorlásul az egyiptomi mudzsahedek egy csoport travniki civilt vittek a mudzsahedek Orašac faluban levő táborába, ahol megkínozták, bántalmazták őket és súlyos testi sérüléseket okoztak nekik. A mudzsahedek Halid Genjcától, a Travniki SDA akkori elnökétől kapták meg az elhurcolandó személyek listáját.
A harcok és Travnik eleste a legrosszabb nap volt a közép-boszniai horvátok számára – derül ki a HVO Közép-Boszniai Műveleti Zónájának dokumentumaiból. A HVO Vitezi dandárjának parancsnoka, Mario Čerkez Travnikot „a bosnyák Vukovárnak" nevezte, és a HVO központja, közép-boszniai értelmiségiek, valamint a katolikus egyház három nap alatt több mint 50 fellebbezést, beadványt és kérelmet küldött el az üldözött horvátok ügyében segélyhívásként Közép-Boszniába.

## Fordítás
Ez a szócikk részben vagy egészben  a   Bitka za Travnik 1993. című horvát Wikipédia-szócikk ezen változatának fordításán alapul.  Az eredeti cikk szerkesztőit annak laptörténete sorolja fel. Ez a jelzés csupán a megfogalmazás eredetét és a szerzői jogokat jelzi, nem szolgál a cikkben szereplő információk forrásmegjelöléseként.